# Église réformée Saint-Pierre de Pampigny
L'église réformée Saint-Pierre de Pampigny est un temple protestant situé dans la commune  de Pampigny, en Suisse. La paroisse est membre de l'Église évangélique réformée du canton de Vaud.

## Histoire
L'église de Pampigny se dresse sur une colline surplombant le village, au pied de laquelle se trouve le château. C'est au XVIe siècle que les deux bâtiments ont échangé leurs places respectives qui étaient jusqu'alors inversées. De cette époque datent quelques peintures murales que l'on peut encore admirer dans le chœur et sur la voûte du bâtiment.
Après l'invasion bernoise et l'imposition de la Réforme protestante, l'église est convertie en temple ; seul son chœur est utilisé jusqu'en 1736, date à laquelle elle est transformée. C'est de cette période que date la façade actuelle.
Le bâtiment, tout comme le château et la cure attenante, est inscrit comme bien culturel suisse d'importance régionale. 